# Weezer (Teal Album)
Weezer, também chamado de Teal Album é o décimo segundo álbum de estúdio da banda norte-americana de rock Weezer, lançado em janeiro de 2019 pela gravadora Atlantic.
O disco foi produzido pelo baterista Patrick Wilson, que também canta a canção "Paranoid". O repertório é uma soma de covers de canções de artistas como Black Sabbath, Michael Jackson, Electric Light Orchestra e Tears for Fears. O trabalho foi impulsionado pelo sucesso do cover da canção "Africa", lançado pelo grupo em 2018. O projeto foi lançado de surpresa, dois meses antes de sair o inédito Weezer.

## Faixas
| N.º | Título                                                                   | Duração |  |
| 1.  | "Africa" (Artista original - Toto)                                       | 3:58    |  |
| 2.  | "Everybody Wants to Rule the World" (Artista original - Tears for Fears) | 4:04    |  |
| 3.  | "Sweet Dreams (Are Made of This)" (Artista original - Eurythmics)        | 3:34    |  |
| 4.  | "Take On Me" (Artista original - a-ha)                                   | 3:43    |  |
| 5.  | "Happy Together" (Artista original - The Turtles)                        | 2:25    |  |
| 6.  | "Paranoid" (Artista original - Black Sabbath)                            | 2:44    |  |
| 7.  | "Mr. Blue Sky" (Artista original - Electric Light Orchestra)             | 4:46    |  |
| 8.  | "No Scrubs" (Artista original - TLC)                                     | 3:10    |  |
| 9.  | "Billie Jean" (Artista original - Michael Jackson)                       | 4:54    |  |
| 10. | "Stand By me" (Artista original - Ben. E. King)                          | 3:00    |  |